# Big Bear Lake
Big Bear Lake é uma lago artificial no oeste dos Estados Unidos, localizado nas montanhas de San Bernardino, no condado de San Bernardino, Califórnia. É um lago alimentado pela neve e pela chuva, não tendo outros meios de afluentes ou reabastecimento mecânico.
A uma altitude de superfície de 2,055 m (6,743 ft) acima do nível do mar, tem um comprimento leste-oeste de aproximadamente 7 mi (11 km) e é de aproximadamente 2.5 mi (4.0 km) em sua medida mais larga, embora a largura do lago seja em média um pouco mais de 1⁄2 mi (0.8 km). Essas aproximações são baseadas no lago com um nível de água retentor ótimo. No final da barragem, Big Bear mede sua água mais profunda a 72 ft (22 m).

## História

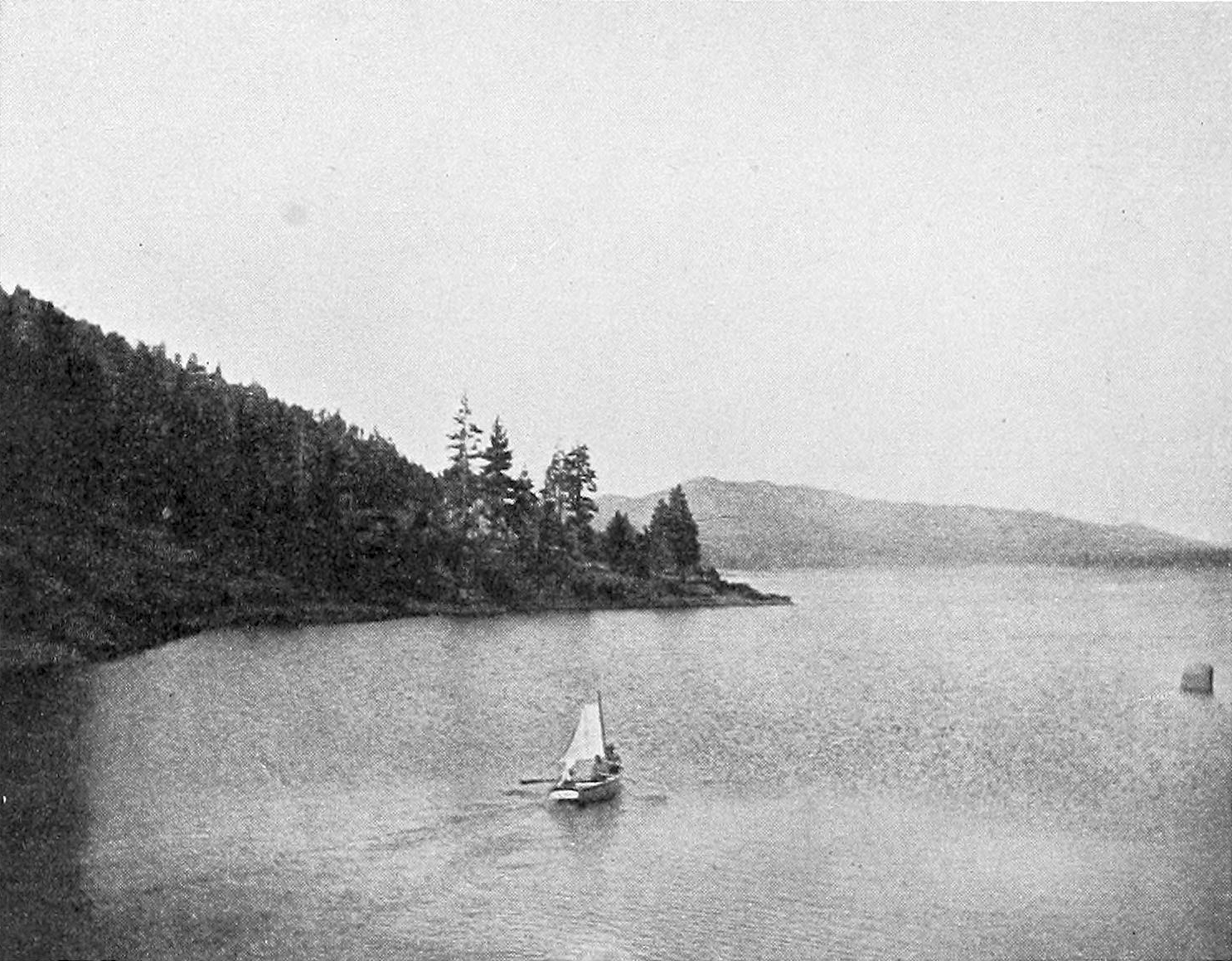
Navegando, c. 1906

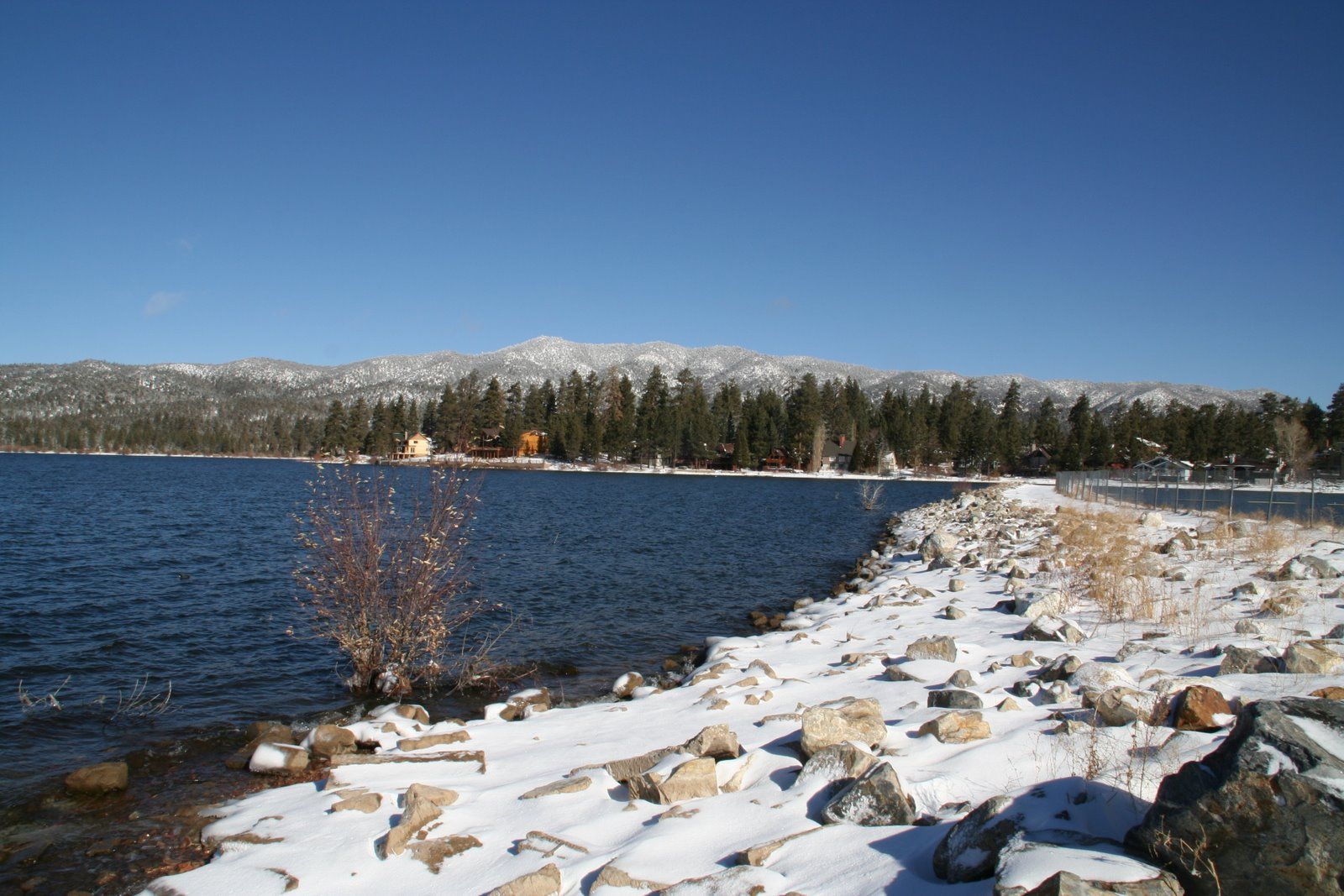
Vista da vila

A região é a casa ancestral do povo indígena serrano há aproximadamente 2.500 anos. Eles se referiram ao território como "Yuhaviat", que se traduz em "Pine Place". Eles habitavam pequenas aldeias de 10 a 30 edifícios redondos localizados ao longo de fontes de água doce e subsistiam de bagas, nozes, tubérculos, bolotas e caça abundante colhida ao longo do vale exuberante. Os serranos viam os ursos pardos nativos como ancestrais e não comiam a carne nem usavam a pele desses animais enormes. Várias comunidades na área apresentam nomes de lugares que refletem a rica história indígena da região de Big Bear. Estes incluem Yucaipa, Cucamonga e Muscupiabe.
Os exploradores europeus viram a área pela primeira vez quando um grupo de caçadores nativos americanos foi formado por Benjamin Wilson. Wilson mudou-se para a Califórnia durante os dias da Alta California territorial mexicana. Ele se casou com um membro da família espanhola de proprietários de terras, os Yorbas, e comprou uma parte do Rancho Jurupa (Riverside) de Juan Bandini. Ele se tornou um estadista fazendeiro local.
Wilson havia assinado como Juiz de Paz do Território Interior e foi comissionado pelas autoridades territoriais para localizar e perseguir nativos americanos suspeitos de invadir fazendas nas proximidades de Riverside. Este grupo, liderado pelo feroz chefe Walkara, levou o rebanho para o vale de Lucerna, no lado norte de San Bernardinos. Wilson reuniu um pelotão de 44 homens, 22 dos quais ele enviou através do Cajon Pass enquanto projetava um movimento de pinça com os outros 22 homens nas cabeceiras do rio Santa Ana, efetivamente cortando os Utes na outra extremidade de Lucerna.
Na viagem, Wilson se deparou com uma ampla bacia hidrográfica repleta de vida selvagem, principalmente ursos. Seu pelotão imediatamente se tornou um grupo de caça onde os homens foram divididos em 11 pares, cada par trazendo de volta uma pele de urso. Wilson apelidou a extensão gramada de "Bear Valley" e um dos pântanos sazonais rasos próximos de "Big Bear Lake". Essa mesma característica efêmera é hoje chamada de Lago Baldwin em homenagem a Elias J. "Lucky" Baldwin, do Rancho Santa Anita, que comprou a Mina Gold Mountain próxima, que foi renomeada para ele em 1876. Na viagem de volta de Wilson, o grupo levou mais 11 peles de urso.

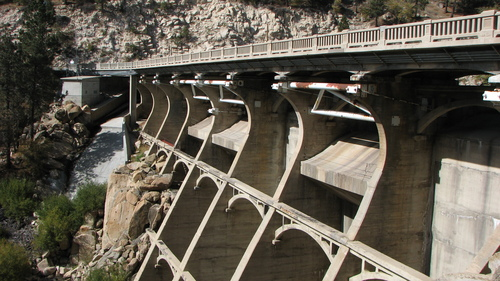
Barragem do Vale do Urso

Em 1859, o vale tornou-se um local de garimpeiros. William F. Holcomb, um garimpeiro de Indiana, mudou-se para Los Angeles das minas do norte da Califórnia, onde ouviu falar sobre a prospecção em Big Bear. Ele se mudou para Starvation Flats, onde teve pouca sorte no primeiro inverno. Por causa de sua pontaria, ele foi contratado por vários dos outros mineiros para caçar ursos para carne. Com seu companheiro índio, Holcomb rastreou, atirou e feriu um urso pardo em uma cordilheira ao norte de Bear Valley. Lá ele notou um veio de quartzo salpicado de ouro. Quando essa descoberta foi revelada, a corrida do ouro no sul da Califórnia estava acontecendo e Holcomb Valley rapidamente se tornou a maior área povoada do condado de San Bernardino.
Em 1884, o pantanoso e quase plano Bear Valley foi represado com uma represa de granito de arco único, que retinha cerca de 25,000 acre·ft (31,000 dam3)   de água para fins de irrigação na área de Redlands. Os produtores de frutas cítricas de Redlands descobriram que a represa de 1884 produzia água insuficiente. A Bear Valley Mutual Water Company (sucessora da Bear Valley Irrigation Company) contratou John S. Eastwood para projetar uma nova barragem. Em 1912 a 72 ft (22 m) barragem de múltiplos arcos foi construída cerca de 300 ft (91 m) a jusante da antiga barragem e aumentou a capacidade do lago para 73,000 acre·ft (90,000 dam3)  . A barragem de granito original ainda permanece, geralmente sob cerca de 20 pés de água. Uma ponte rodoviária (SR 18) foi construída sobre os arcos da nova barragem em 1923. Uma nova ponte de desvio foi construída ao lado da ponte velha em 2009, e a ponte velha no topo da nova barragem foi removida (12). A elevação na superfície é 6,750 ft (2,060 m), mas esse nível flutua de acordo com o degelo anual e o escoamento superficial. O Big Bear Municipal Water District adquiriu a represa e outros ativos da Mutual Water Company em 1977.
A caça não regulamentada do urso pardo em San Bernardinos teve um grande impacto sobre a população outrora significativa e, em 1906, todos os Ursus californicus locais foram mortos.
O turismo começou com o surgimento do automóvel e o eventual estabelecimento de rodovias de acesso à área remota. Hollywood logo descobriu Big Bear, e vários filmes, principalmente de faroeste, foram filmados na região.

## Geografia

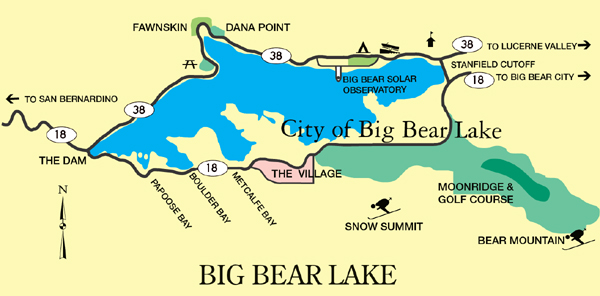

Big Bear Lake é geofisicamente definido por sua costa norte e sul. O Big Bear Boulevard segue a costa sul e leva ao Big Bear Valley como uma continuação da Highway 18 (a chamada Rodovia Rim of the World, que se aproxima do oeste). Big Bear Boulevard serpenteia para o leste através de Papoose Bay, Boulder Bay e Metcalf Bay, depois leva diretamente para o leste até a cidade de Big Bear Lake. Em um ponto chamado The Village, a estrada vira em direção ao lago e depois faz uma curva para o leste até Moonridge, os resorts de esqui em Snow Summit e Bear Mountain, e Stanfield Cutoff, uma ponte localizada perto da extremidade leste do lago. Big Bear Boulevard então continua para o leste em Big Bear City, que é uma comunidade não incorporada apesar de seu nome. Bear Creek e Siberia Creek fluem para o lago e Bear Creek flui para fora do lago, viajando cerca de 14 km (9 mi) a sudoeste até o rio Santa Ana.
North Shore ( Rodovia 38 ) começa no entroncamento da barragem da Rodovia 18. Ele viaja para o leste, passando pela localização histórica de Gray's Landing, um famoso campo de pesca da década de 1920. Ele vira para o norte ao redor de Grout Bay e viaja pela pequena cidade não incorporada de Fawnskin. A estrada serpenteia por North Shore através de terras florestais, passando pelo Big Bear Solar Observatory, passando pelo Big Bear Discovery Center, passando pelo Serrano Campground (USFS), acessando o lançamento do barco público e Stanfield Cutoff. North Shore Drive continua para o leste em Big Bear City e Baldwin Lake.
A abordagem principal para Big Bear é pela Rodovia 330 saindo de San Bernardino através de Running Springs, onde cruza a Rodovia 18. A Highway 18 passa por Arrowbear e Snow Valley, mais de 7.200 pés (2.190 m) Lake Vista Summit e ao longo dos 15 mi (24 km) "Círculo Ártico" para uma distância total de 33 mi (53 km). Big Bear Lake também pode ser acessado pela Hwy 38 (conhecida como 'The Backside') na San Bernardino (10) Freeway perto de Redlands, e leva um 52 mi (84 km) rota de milha que passa por Big Bear City no leste. Do norte de Lucerne Valley, pode ser acessado pela Highway 18 sobre a passagem para Baldwin Lake e pelo lado norte, para Big Bear City.

### Clima

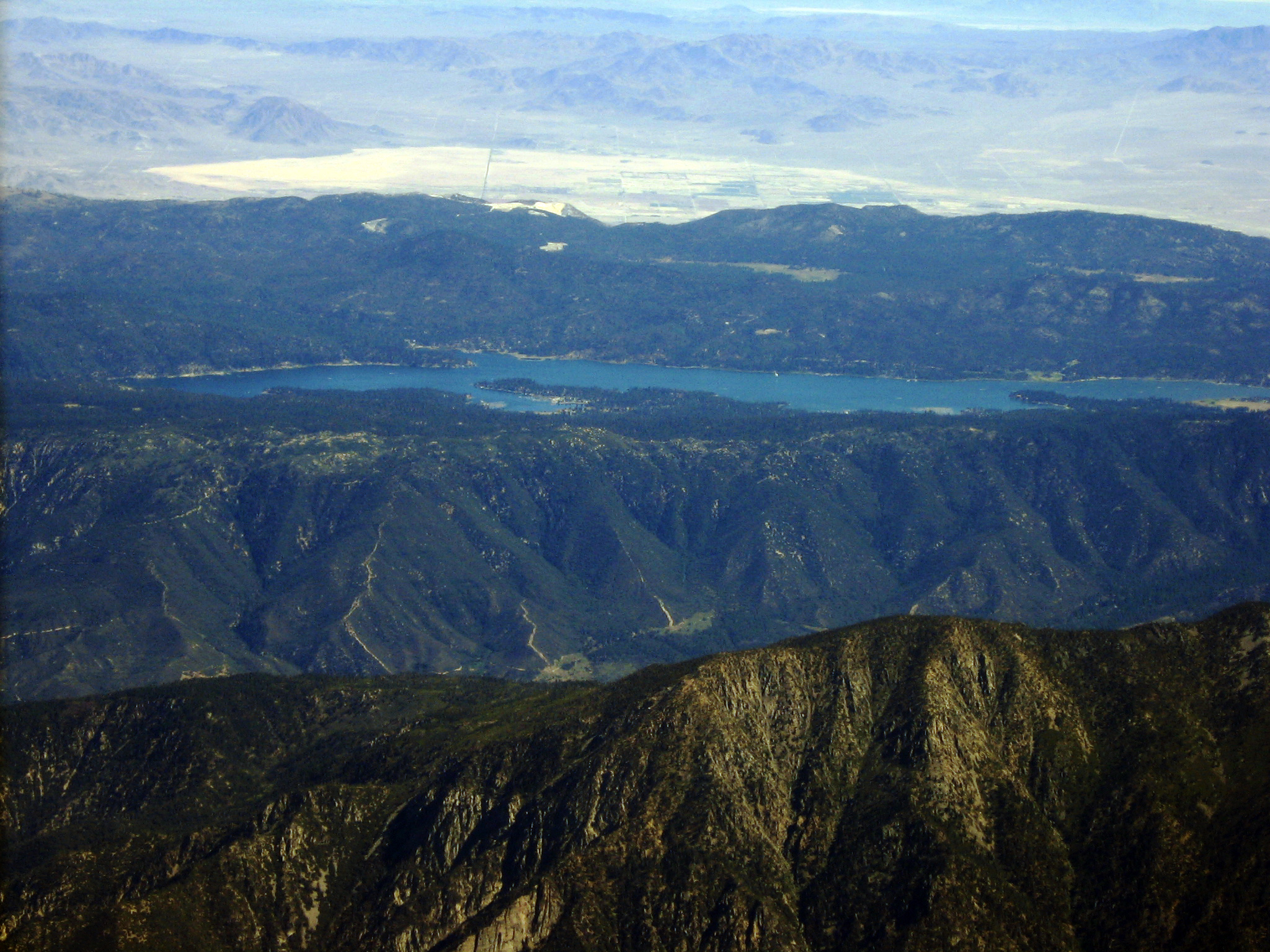
Big Bear Lake nas montanhas de San Bernardino, com Lucerne Dry Lake visível no deserto de Mojave além, visto de um avião ao se aproximar de Los Angeles

De acordo com o Serviço Nacional de Meteorologia, o mês mais quente em Big Bear é julho, com uma temperatura média diária de 64.7 °F (18.2 °C). O mês mais frio é janeiro, com temperatura média diária de 34.1 °F (1.2 °C). Há uma média de 1,7 dias por ano, com máximas de 90 °F (32 °C) ou superior. Temperaturas congelantes ocorreram em todos os meses e ocorrem em média 186 dias por ano, em média, de 24 de setembro a 4 de junho. Com um período de registro que remonta apenas a 1960, a temperatura mais alta registrada foi de 94 °F (34 °C), registrado pela última vez em 15 de julho de 1998, enquanto o mais baixo foi −25 °F (−32 °C) em 29 de janeiro de 1979.

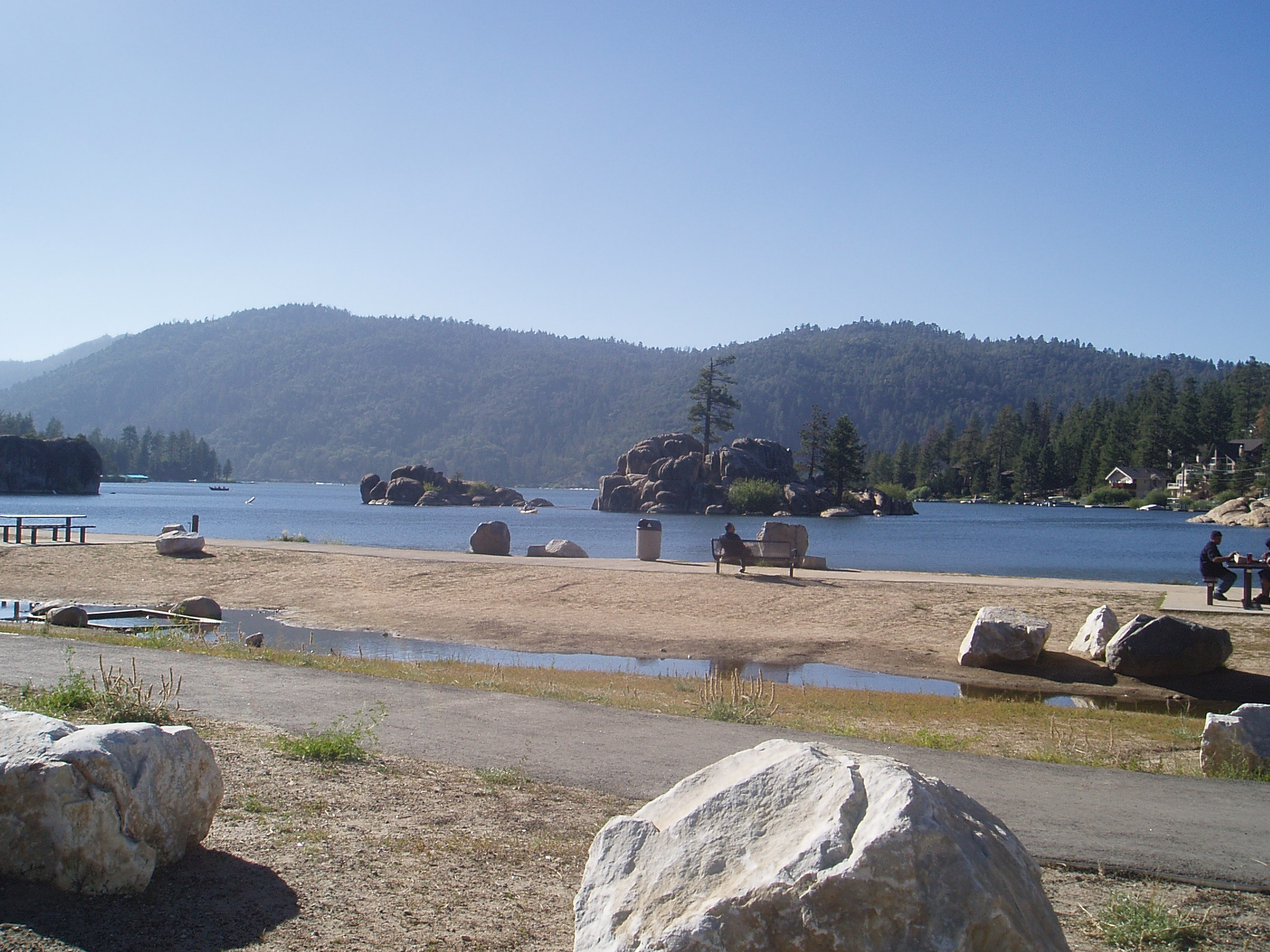
Vista do Boulder Bay Park

Devido aos 6,790 to 7,200 ft (2,070 to 2,190 m) elevação da estação meteorológica, a precipitação é maior do que nas terras baixas do condado de San Bernardino, com média de 537 mm (21.15 in) por ano. A precipitação máxima em 24 horas foi de 240 mm (9.43 in) em 6 de dezembro de 1966. A precipitação mensurável ocorre normalmente 44,9 dias por ano. Tempestades nas montanhas ocasionalmente produzem chuvas fortes, mesmo no meio do verão (quando a maioria dos locais de planície do sul da Califórnia são bastante secos). O clima de Big Bear Lake é Csb (Mediterrâneo de verão quente) segundo a classificação climática de Köppen.
Em contraste com a maior parte do sul da Califórnia, a região de Big Bear Lake normalmente recebe neve significativa no inverno por causa de sua alta altitude. A queda de neve, medida ao nível do lago, tem uma média de 180 cm (72 in) por temporada; acima de 250 cm (100 in) podem se acumular nas cristas florestais que margeiam o lago, em altitudes acima de 2,400 m (8,000 ft). Em fevereiro de 1990, 151 cm (59.5 in) de neve foram registrados. A maior quantidade de neve em 24 horas foi de 69 cm (27.0 in) em 27 de março de 1991. A maior profundidade de neve foi de 150 cm (58 in) em 3 de fevereiro de 1979. A neve caiu todos os meses, exceto julho e agosto. Há normalmente 18 dias por ano com neve mensurável de 0.25 cm (.1 in) ou mais.
| Dados climáticos para Big Bear Lake, Califórnia, (1991–2020 normais, extremos 1914–presente) | Dados climáticos para Big Bear Lake, Califórnia, (1991–2020 normais, extremos 1914–presente) | Dados climáticos para Big Bear Lake, Califórnia, (1991–2020 normais, extremos 1914–presente) | Dados climáticos para Big Bear Lake, Califórnia, (1991–2020 normais, extremos 1914–presente) | Dados climáticos para Big Bear Lake, Califórnia, (1991–2020 normais, extremos 1914–presente) | Dados climáticos para Big Bear Lake, Califórnia, (1991–2020 normais, extremos 1914–presente) | Dados climáticos para Big Bear Lake, Califórnia, (1991–2020 normais, extremos 1914–presente) | Dados climáticos para Big Bear Lake, Califórnia, (1991–2020 normais, extremos 1914–presente) | Dados climáticos para Big Bear Lake, Califórnia, (1991–2020 normais, extremos 1914–presente) | Dados climáticos para Big Bear Lake, Califórnia, (1991–2020 normais, extremos 1914–presente) | Dados climáticos para Big Bear Lake, Califórnia, (1991–2020 normais, extremos 1914–presente) | Dados climáticos para Big Bear Lake, Califórnia, (1991–2020 normais, extremos 1914–presente) | Dados climáticos para Big Bear Lake, Califórnia, (1991–2020 normais, extremos 1914–presente) | Dados climáticos para Big Bear Lake, Califórnia, (1991–2020 normais, extremos 1914–presente) |
| Mês                                                                                          | Jan                                                                                          | Fev                                                                                          | Mar                                                                                          | Abr                                                                                          | Mai                                                                                          | Jun                                                                                          | Jul                                                                                          | Ago                                                                                          | Set                                                                                          | Out                                                                                          | Nov                                                                                          | Dez                                                                                          | Ano                                                                                          |
| -------------------------------------------------------------------------------------------- | -------------------------------------------------------------------------------------------- | -------------------------------------------------------------------------------------------- | -------------------------------------------------------------------------------------------- | -------------------------------------------------------------------------------------------- | -------------------------------------------------------------------------------------------- | -------------------------------------------------------------------------------------------- | -------------------------------------------------------------------------------------------- | -------------------------------------------------------------------------------------------- | -------------------------------------------------------------------------------------------- | -------------------------------------------------------------------------------------------- | -------------------------------------------------------------------------------------------- | -------------------------------------------------------------------------------------------- | -------------------------------------------------------------------------------------------- |
| Recorde alta °F (°C)                                                                         | 71 (22)                                                                                      | 72 (22)                                                                                      | 80 (27)                                                                                      | 82 (28)                                                                                      | 87 (31)                                                                                      | 98 (37)                                                                                      | 94 (34)                                                                                      | 93 (34)                                                                                      | 90 (32)                                                                                      | 85 (29)                                                                                      | 74 (23)                                                                                      | 70 (21)                                                                                      | 98 (37)                                                                                      |
| Média máxima °F (°C)                                                                         | 60.1 (15.6)                                                                                  | 60.3 (15.7)                                                                                  | 65.1 (18.4)                                                                                  | 72.2 (22.3)                                                                                  | 78.4 (25.8)                                                                                  | 85.8 (29.9)                                                                                  | 88.7 (31.5)                                                                                  | 86.5 (30.3)                                                                                  | 82.1 (27.8)                                                                                  | 75.5 (24.2)                                                                                  | 68.3 (20.2)                                                                                  | 61.8 (16.6)                                                                                  | 89.8 (32.1)                                                                                  |
| Média alta °F (°C)                                                                           | 46.1 (7.8)                                                                                   | 45.7 (7.6)                                                                                   | 51.2 (10.7)                                                                                  | 57.3 (14.1)                                                                                  | 65.8 (18.8)                                                                                  | 75.1 (23.9)                                                                                  | 79.7 (26.5)                                                                                  | 78.7 (25.9)                                                                                  | 73.0 (22.8)                                                                                  | 63.4 (17.4)                                                                                  | 53.5 (11.9)                                                                                  | 46.2 (7.9)                                                                                   | 61.31 (16.28)                                                                                |
| Média diária °F (°C)                                                                         | 34.8 (1.6)                                                                                   | 34.7 (1.5)                                                                                   | 39.1 (3.9)                                                                                   | 44.2 (6.8)                                                                                   | 51.5 (10.8)                                                                                  | 59.3 (15.2)                                                                                  | 65.1 (18.4)                                                                                  | 64.1 (17.8)                                                                                  | 58.5 (14.7)                                                                                  | 49.2 (9.6)                                                                                   | 40.6 (4.8)                                                                                   | 34.8 (1.6)                                                                                   | 47.99 (8.89)                                                                                 |
| Média baixa °F (°C)                                                                          | 23.6 (−4.7)                                                                                  | 23.7 (−4.6)                                                                                  | 27.0 (−2.8)                                                                                  | 31.0 (−0.6)                                                                                  | 37.2 (2.9)                                                                                   | 43.5 (6.4)                                                                                   | 50.5 (10.3)                                                                                  | 49.5 (9.7)                                                                                   | 44.0 (6.7)                                                                                   | 35.0 (1.7)                                                                                   | 27.8 (−2.3)                                                                                  | 23.5 (−4.7)                                                                                  | 34.69 (1.5)                                                                                  |
| Média mínima °F (°C)                                                                         | 9.1 (−12.7)                                                                                  | 9.8 (−12.3)                                                                                  | 14.1 (−9.9)                                                                                  | 20.1 (−6.6)                                                                                  | 27.0 (−2.8)                                                                                  | 33.4 (0.8)                                                                                   | 40.2 (4.6)                                                                                   | 39.3 (4.1)                                                                                   | 32.5 (0.3)                                                                                   | 24.5 (−4.2)                                                                                  | 15.4 (−9.2)                                                                                  | 10.1 (−12.2)                                                                                 | 4.9 (−15.1)                                                                                  |
| Recorde baixa °F (°C)                                                                        | −25 (−32)                                                                                    | −16 (−27)                                                                                    | −12 (−24)                                                                                    | −7 (−22)                                                                                     | 15 (−9)                                                                                      | 22 (−6)                                                                                      | 28 (−2)                                                                                      | 28 (−2)                                                                                      | 19 (−7)                                                                                      | 10 (−12)                                                                                     | −15 (−26)                                                                                    | −14 (−26)                                                                                    | −15 (−26)                                                                                    |
| Média precipitação pol. (mm)                                                                 | 4.51 (114.6)                                                                                 | 4.39 (111.5)                                                                                 | 2.37 (60.2)                                                                                  | 0.78 (19.8)                                                                                  | 0.42 (10.7)                                                                                  | 0.15 (3.8)                                                                                   | 0.69 (17.5)                                                                                  | 0.82 (20.8)                                                                                  | 0.40 (10.2)                                                                                  | 0.79 (20.1)                                                                                  | 1.35 (34.3)                                                                                  | 3.31 (84.1)                                                                                  | 19.98 (507.6)                                                                                |
| Queda de neve média pol. (cm)                                                                | 13.4 (34)                                                                                    | 14.3 (36.3)                                                                                  | 11.7 (29.7)                                                                                  | 3.0 (7.6)                                                                                    | 0.6 (1.5)                                                                                    | 0.0 (0)                                                                                      | 0.0 (0)                                                                                      | 0.0 (0)                                                                                      | 0.0 (0)                                                                                      | 1.2 (3)                                                                                      | 3.4 (8.6)                                                                                    | 11.0 (27.9)                                                                                  | 58.6 (148.6)                                                                                 |
| Média de dias de precipitação (≥ 0.01 in)                                                    | 6.6                                                                                          | 6.8                                                                                          | 5.5                                                                                          | 3.7                                                                                          | 2.0                                                                                          | 0.7                                                                                          | 2.6                                                                                          | 2.8                                                                                          | 2.0                                                                                          | 2.2                                                                                          | 2.9                                                                                          | 5.5                                                                                          | 43.3                                                                                         |
| Média de dias ensolarados (≥ 0.1 in)                                                         | 3.5                                                                                          | 3.5                                                                                          | 2.7                                                                                          | 1.2                                                                                          | 0.3                                                                                          | 0.1                                                                                          | 0.0                                                                                          | 0.0                                                                                          | 0.0                                                                                          | 0.3                                                                                          | 1.1                                                                                          | 3.3                                                                                          | 16.0                                                                                         |
| Fonte: NOAA                                                                                  |                                                                                              |                                                                                              |                                                                                              |                                                                                              |                                                                                              |                                                                                              |                                                                                              |                                                                                              |                                                                                              |                                                                                              |                                                                                              |                                                                                              |                                                                                              |

## Transporte
Localizado 160 km (100 mi) a leste de Los Angeles e cercado pela San Bernardino National Forest, o Big Bear Lake é acessível por três rodovias panorâmicas: Highway 330 de San Bernardino, Highway 38 de Redlands e Highway 18 de Victorville a oeste, San Bernardino a leste.
O transporte público de e para San Bernardino e entre as comunidades ao redor do lago é fornecido pela Mountain Transit.

## Atividades
Big Bear Lake oferece um cenário atraente para muitas atividades ao ar livre, incluindo pesca (truta, bluegill, tipo de peixe, bagre e achigã), passeios de barco e esqui aquático. Por causa da água muito fria e da presença de obstáculos subaquáticos perto das margens, o banho é desencorajado. O lago é patrulhado pela Patrulha do Lago BBMWD.
Muitos residentes à beira do lago têm cais privados e os velejadores visitantes obtêm ancoragem em várias das marinas encontradas em ambas as margens. O Big Bear Municipal Water District (um distrito especial do estado da Califórnia) oferece lançamentos públicos nas extremidades leste e oeste de North Shore. As marinas locais alugam vários barcos esportivos e de lazer, e o parapente está disponível.
O Escritório de Avaliação de Perigos de Saúde Ambiental da Califórnia (OEHHA) desenvolveu um alerta para Big Bear Lake por causa do mercúrio e PCBs encontrados em peixes capturados aqui. O comunicado fornece conselhos sobre alimentação segura para espécies de black bass, carpa comum, tipo de peixe e truta arco-íris.

## Pontos de interesse
Litoral Norte (oeste a leste)
- Fawnskin (San Bernardino County uninc. )
- Observatório Solar Big Bear (Instituto de Tecnologia de Nova Jersey)
- Centro de descoberta de Big Bear

Costa Sul (oeste a leste)
- Snow Summit (esqui; snowboard; mountain bike no verão; teleférico aberto no verão para passeios turísticos)
- Bear Mountain (esqui e snowboard no inverno; campo de golfe no verão)

## Marco Histórico da Califórnia
O marco histórico da Califórnia na represa de Big Bear diz:
- NO. 725 OLD BEAR VALLEY DAM - Em 1884, Frank Brown construiu uma barragem incomum aqui para fornecer água de irrigação para a área de Redlands. A represa de granito de arco único formou Big Bear Lake, então o maior lago artificial do mundo. Os engenheiros alegaram que a barragem não aguentaria e a declararam "A Oitava Maravilha do Mundo" quando o fez. A antiga barragem geralmente fica submersa por causa da barragem de 20 pés mais alta construída a 200 pés a oeste em 1912.[9]

As represas de Bear Valley também foram designadas como um marco histórico local de engenharia civil pela Sociedade Americana de Engenheiros Civis em 1972.